# آکونکاگوا (فیلم)
آکونکاگوا (اسپانیایی: Aconcagua‎) یک فیلم رنگی، ماجراجویی و درام آرژانتینی به کارگردانی لئو فلایدر است که در سال ۱۹۶۴ منتشر شد.